# Terpna imitaria
Terpna imitaria là một loài bướm đêm trong họ Geometridae.